# 50.ª reunião de cúpula do G7
A 50.ª Cúpula dos Países Desenvolvidos (português brasileiro) ou 50.ª Cimeira dos Países Desenvolvidos (português europeu) (em inglês:  50th G7 Summit) é uma reunião dos chefes de governo das sete maiores economias globais e a União Europeia que ocorreu em Fasano, Itália de 13 a 15 de junho de 2024. A cimeira marca a quinquagésima reunião de chefes políticos do grupo econômico desde a primeira reunião cúpula realizada em Rambouillet em 15 de novembro de 1975, considerando que a Cúpula de Camp David de 2020 foi anunciada pelo então Presidente estadunidense Donald Trump e eventualmente cancelada em decorrência da pandemia de COVID-19.
O evento foi anunciado pela Presidente do Conselho de Ministros Giorgia Meloni em novembro de 2023 e será a sétima reunião de cúpula do G7 sediada pela Itália e a nona reunião após a exclusão da Rússia do grupo em 2014. Segundo a imprensa, a reunião teve como temais centrais os impactos socioeconômicos da corrente Guerra Russo-Ucraniana, o aquecimento global e o crescente mercado competidor do Sul global, liderado informalmente pelas alianças estratégicas recentes da República Popular da China.

## Líderes na cúpula
Tradicionalmente, a reunião de cúpula do G7 inclui principalmente os líderes (chefes de governo) dos países-membros do grupo e duas delegações representantes da União Europeia. Desde a 7ª reunião de cúpula do grupo, realizada em Montebello em 20 de julho de 1981, o Presidente da Comissão Europeia é um líder participante permanente em todas as reuniões. Além destes líderes, o Presidente do Conselho Europeu representa igualmente a União Europeia desde a 36.ª reunião de cúpula do G8, sediada também pelo Canadá em 2010.
A Presidente do Conselho de Ministros da Itália, Giorgia Meloni, convidou lideranças de outras doze nações para a reunião de cúpula incluindo Argentina, Brasil e Índia, que são países-membros do G20. A extensão do convite para a cimeira aos líderes de Emirados Árabes Unidos e Jordânia têm sido apontada por analistas internacionais como uma representação do enfoque das nações europeias nas tensões diplomáticas do Oriente Médio, mais especificamente, a decorrente Guerra Israel-Hamas. Por outro lado, a participação da Turquia reflete o papel protagonista do país nas negociações sobre a expansão da OTAN e o apoio ocidental à Ucrânia. O Presidente ucraniano Volodymyr Zelenskyy aceitou o convite para participar da cimeira e adiantou a intenção de assinar acordos de cooperação militar com o Japão e os Estados Unidos e angariar maior apoio das nações ocidentais à uma resolução do conflito com a Rússia.
Pela primeira vez em anos, a reunião de cúpula não marca a estreia de nenhuma liderança dos países-membros do G7. Entretanto, a reunião precede e acredita-se que há de impactar de modo significante futuras eleições de alguns destes países. A França terá eleições parlamentares extraordinárias em 30 de junho para recompor a membresia da Assembleia Nacional, dissolvida pelo Presidente Emmanuel Macron após a derrota de seu partido nas eleições parlamentares europeias de 9 de junho. Por sua vez, o Reino Unido e os Estados Unidos passarão por eleições para composição de novos governos em 4 de julho e 5 de novembro, respectivamente.
Em março de 2014, o G7 declarou que não era viável uma discussão significativa com a Rússia no contexto da Anexação da Crimeia e decidiu pela suspensão do país das atividades do G8. Desde então, as reuniões de cúpula do grupo prosseguem sem a participação da Rússia. Em 2020, o então Presidente dos Estados Unidos Donald Trump defendeu a participação da Rússia na Cúpula do G7 em Camp David mesmo sob forte oposição do Reino Unido e do Canadá, mas a cúpula foi eventualmente cancelada devido à pandemia COVID-19.

### Participantes e representantes

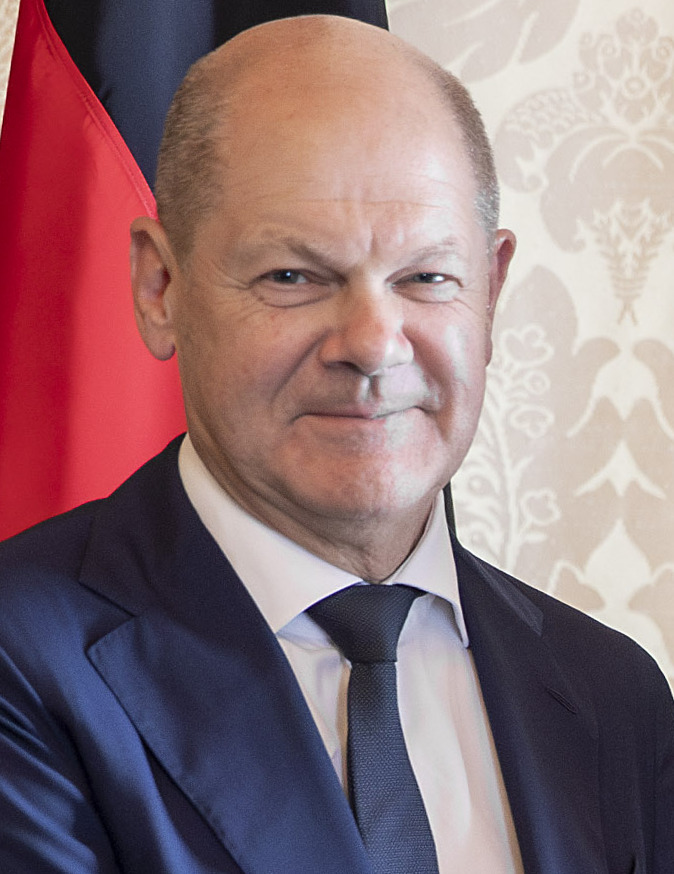
ALE Olaf Scholz, Chanceler
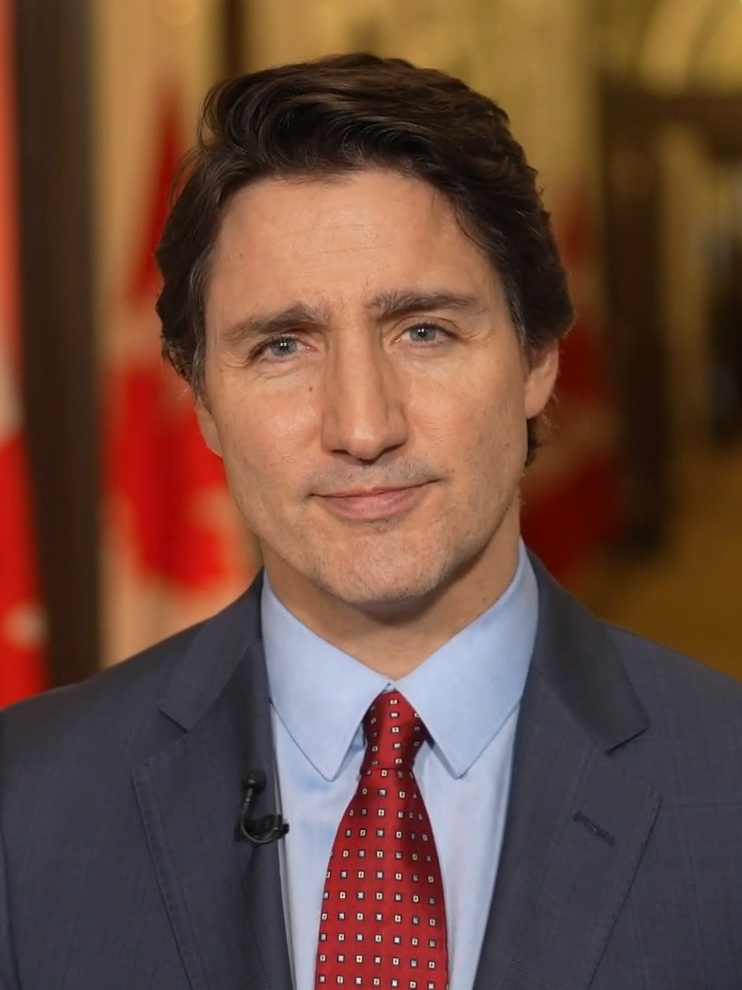
CAN Justin Trudeau, Primeiro-ministro
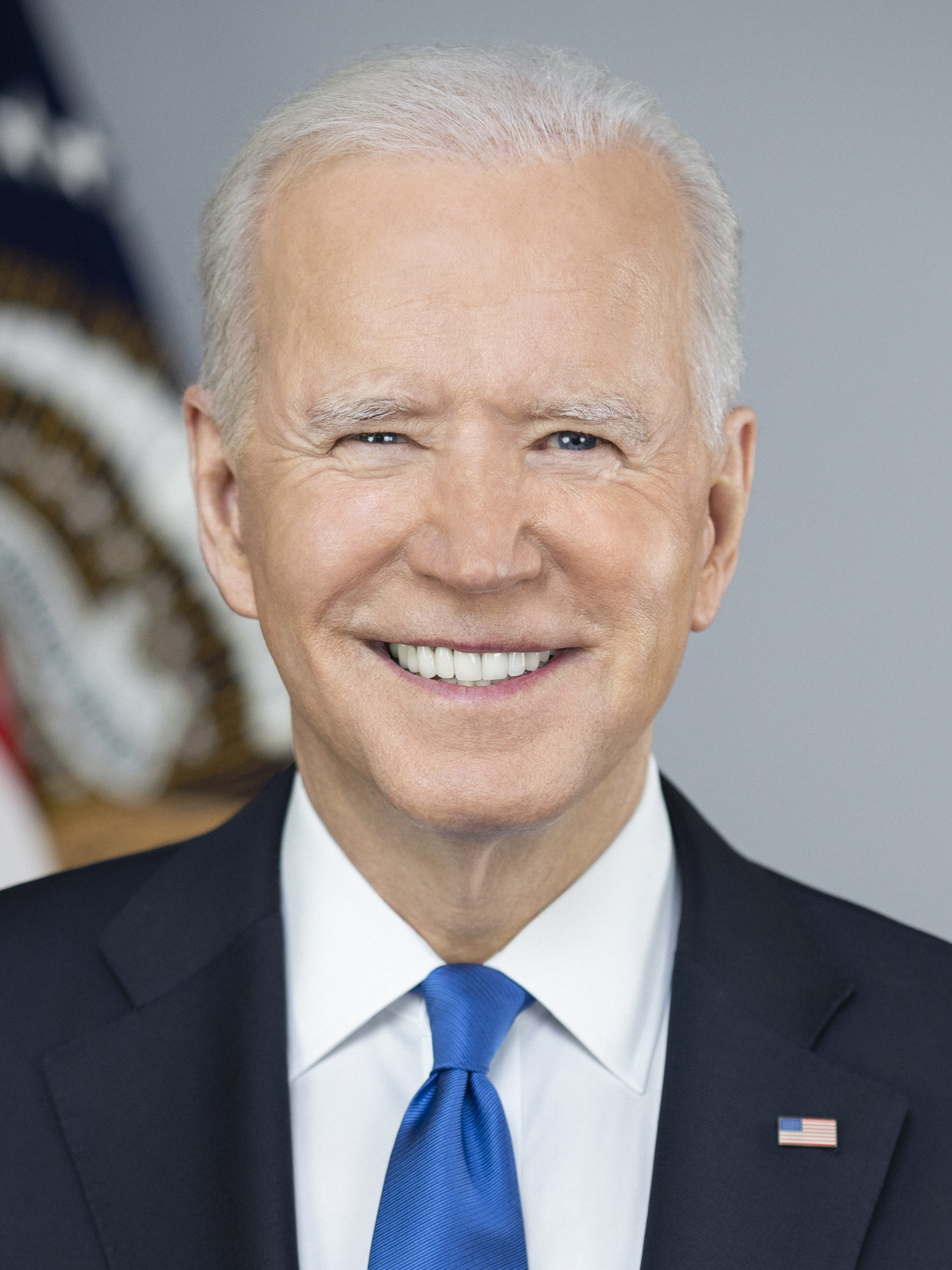
EUA Joe Biden, Presidente
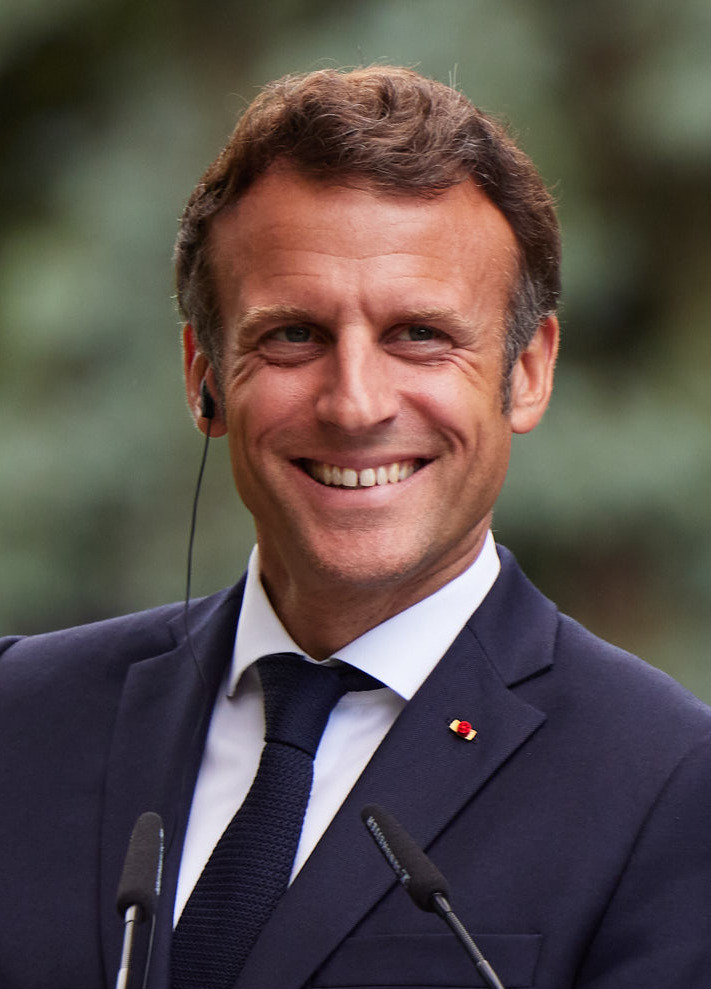
FRA Emmanuel Macron, Presidente
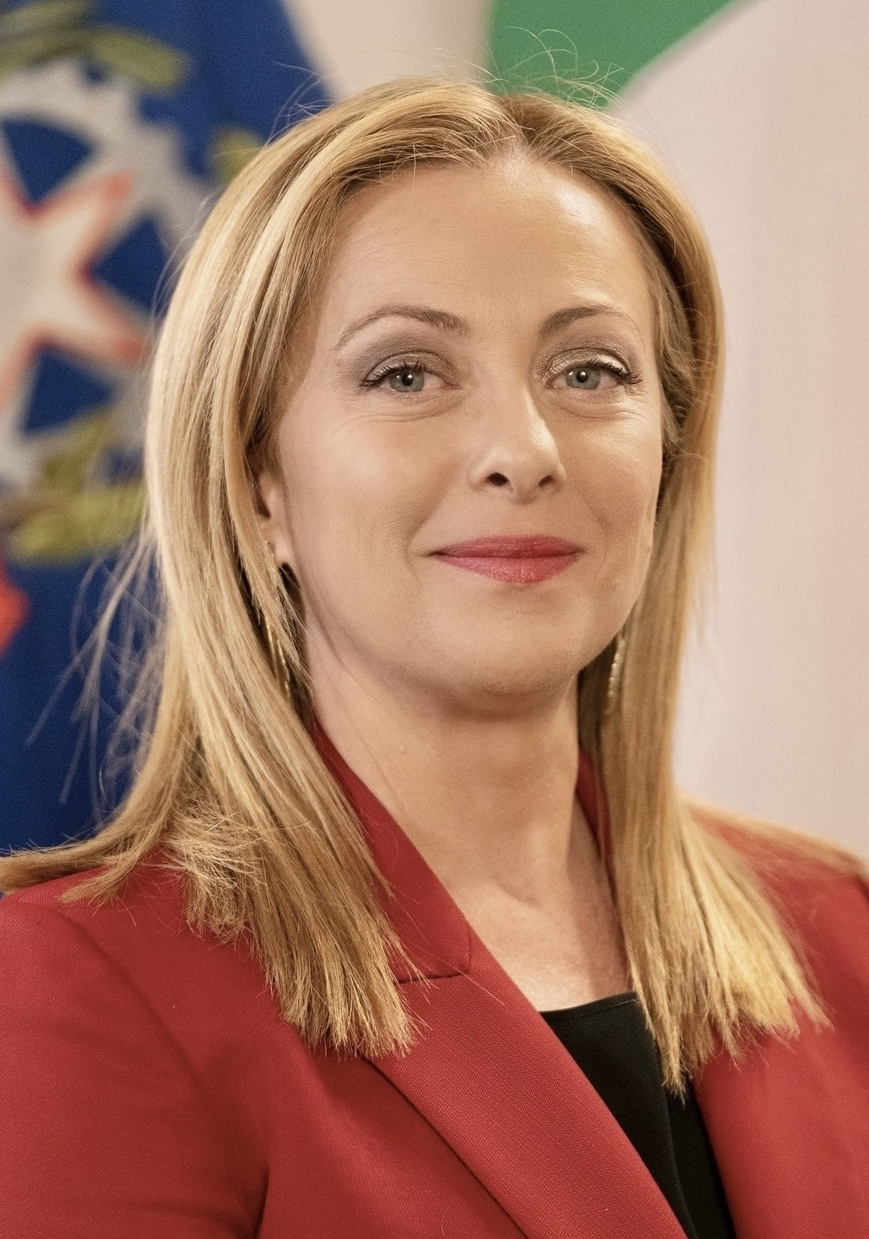
ITA Giorgia Meloni, Primeira-ministra
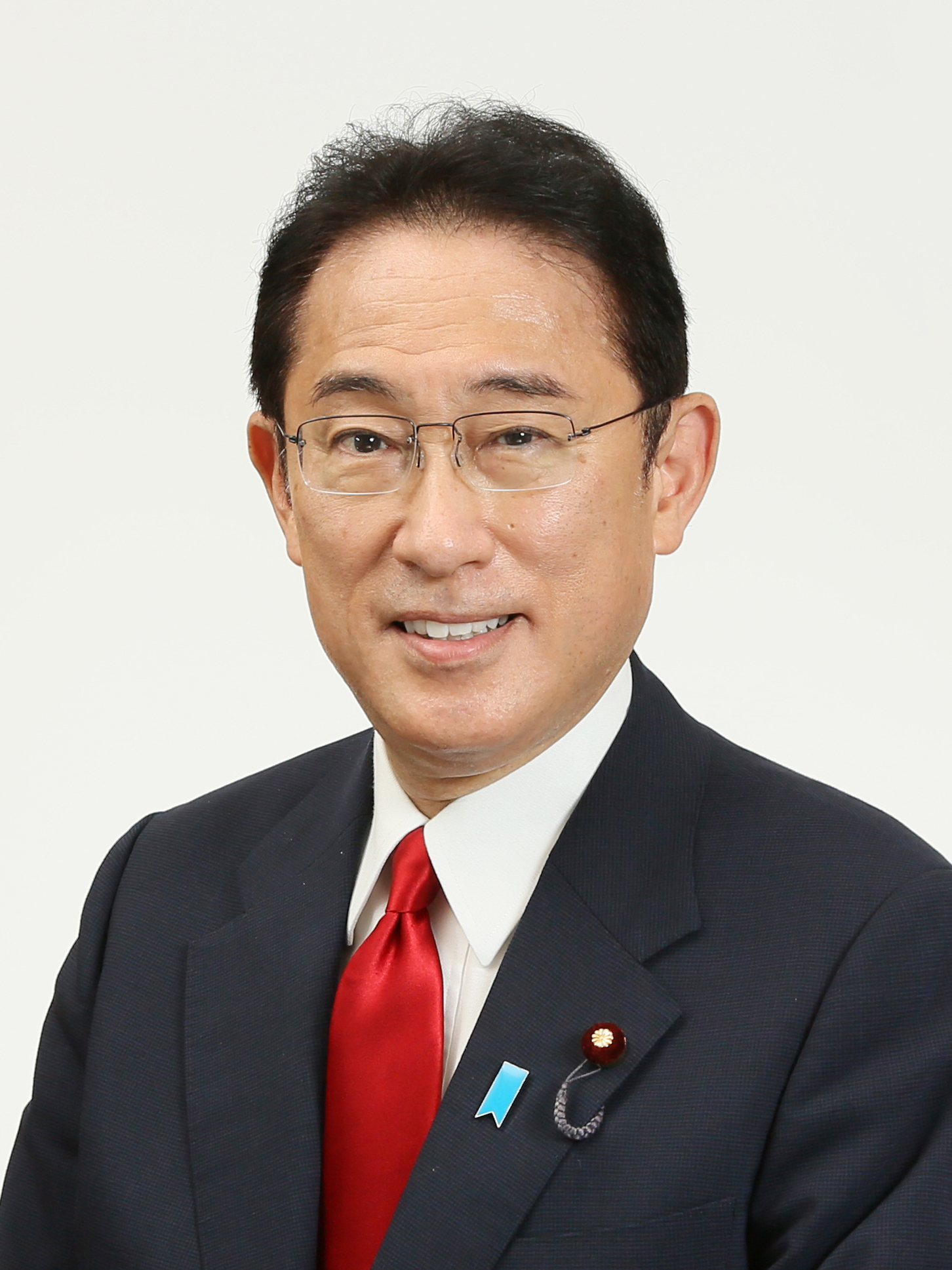
JPN Fumio Kishida, Primeiro-ministro
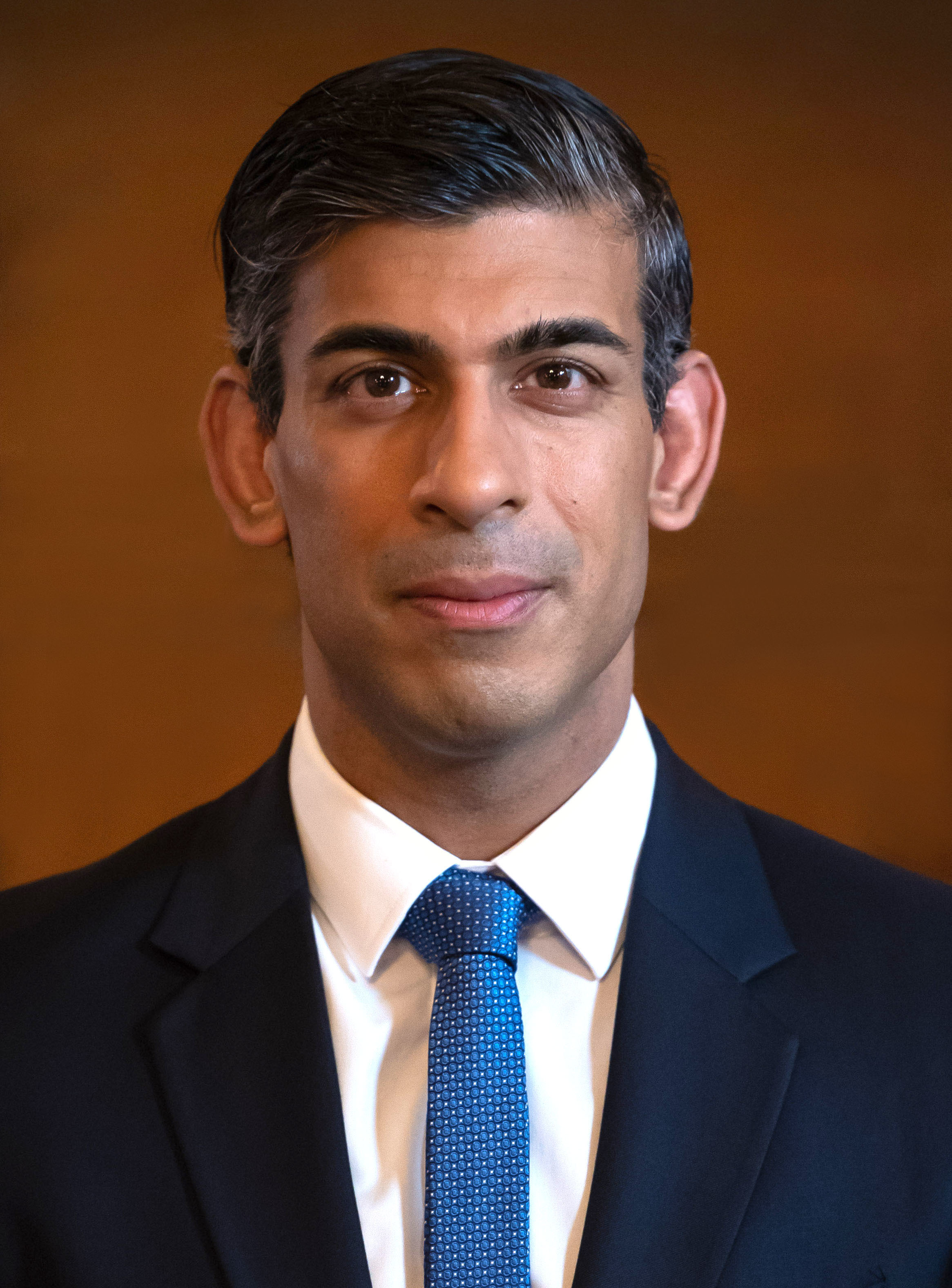
GBR Rishi Sunak, Primeiro-ministro
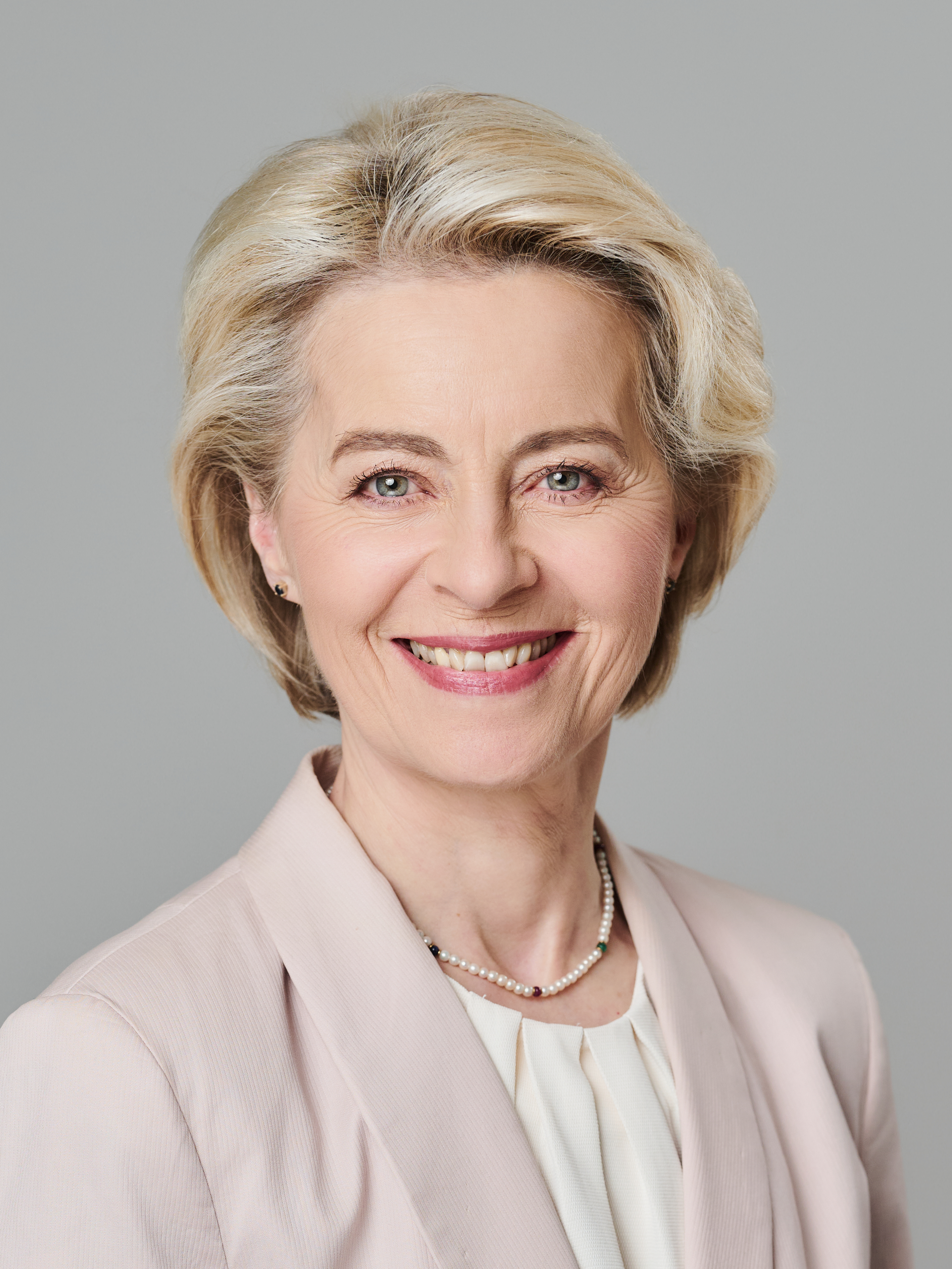
' Ursula von der Leyen, Presidente da Comissão
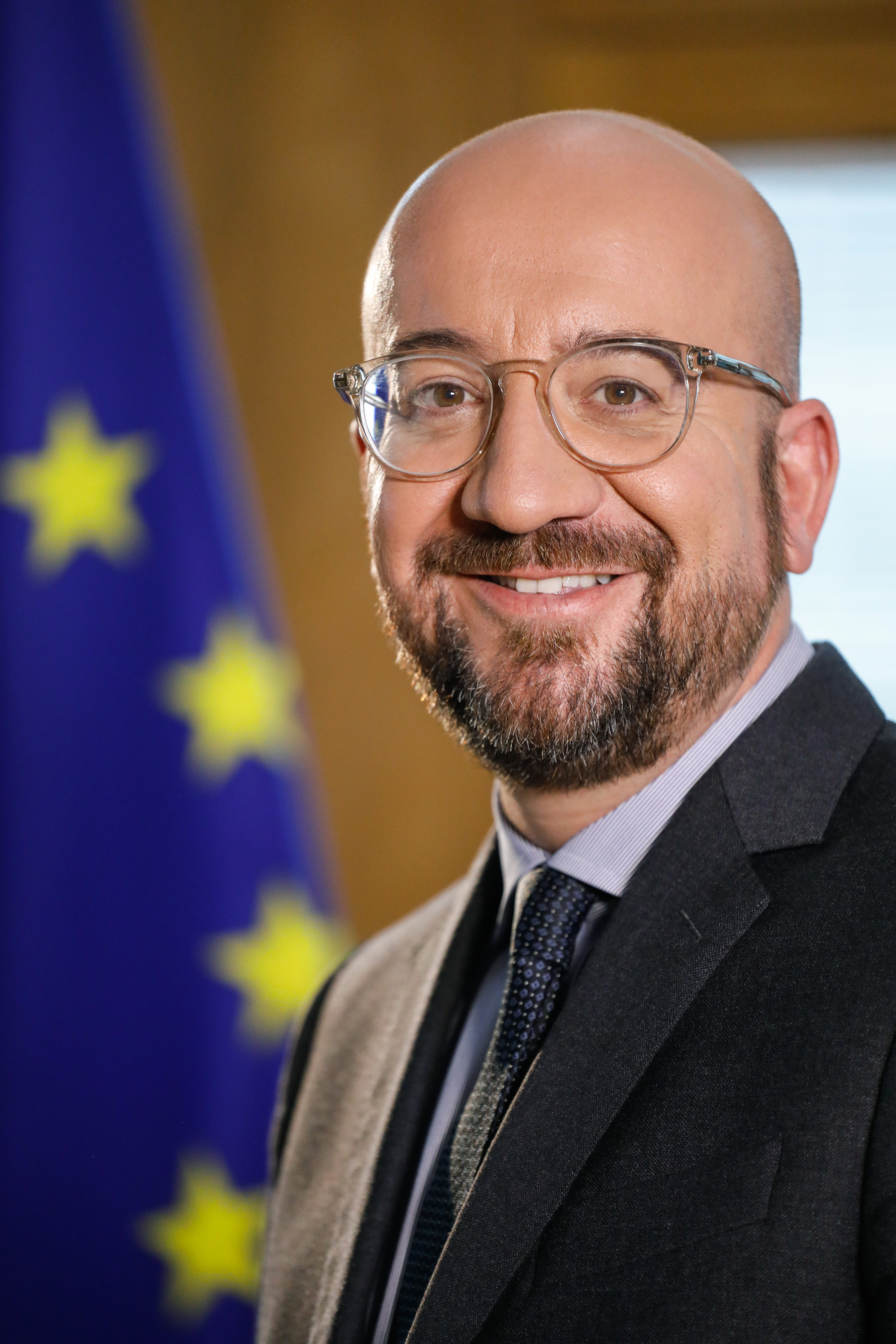
' Charles Michel, Presidente do Conselho

| Membro                 | Representado por          | Título                 |
| ---------------------- | ------------------------- | ---------------------- |
| Alemanha               | Olaf Scholz               | Chanceler              |
| Canadá                 | Justin Trudeau            | Primeiro-ministro      |
| Estados Unidos         | Joe Biden                 | Presidente             |
| França                 | Emmanuel Macron           | Presidente             |
| Itália (anfitrião)     | Giorgia Meloni            | Primeira-ministra      |
| Japão                  | Fumio Kishida             | primeiro ministro      |
| Reino Unido            | Rishi Sunak               | primeiro ministro      |
| União Europeia         | Ursula von der Leyen      | Presidente da Comissão |
| União Europeia         | Charles Michel            | Presidente do Conselho |
| Convidados             |                           |                        |
| País                   | Representado por          | Título                 |
| Argélia                | Abdelmadjid Tebboune      | Presidente             |
| Argentina              | Javier Milei              | Presidente             |
| Brasil                 | Luiz Inácio Lula da Silva | Presidente             |
| Emirados Árabes Unidos | Maomé bin Zayed           | Presidente             |
| Índia                  | Narendra Modi             | Primeiro-ministro      |
| Jordânia               | Abdullah II               | Rei                    |
| Mauritânia             | Mohamed Ould Ghazouani    | Presidente             |
| Quênia                 | William Ruto              | Presidente             |
| Tunísia                | Kais Saied                | Presidente             |
| Turquia                | Recep Tayyip Erdoğan      | Presidente             |
| Ucrânia                | Volodymyr Zelenskyy       | Presidente             |
| Vaticano               | Francisco                 | Papa                   |

- Alemanha
Olaf Scholz,
Chanceler
- Canadá
Justin Trudeau,
Primeiro-ministro
- Estados Unidos
Joe Biden,
Presidente
- França
Emmanuel Macron,
Presidente
- Itália
 Giorgia Meloni, Primeira-ministra
- Japão
Fumio Kishida,
Primeiro-ministro
- Reino Unido
Rishi Sunak,
Primeiro-ministro
- União Europeia
Ursula von der Leyen,
Presidente da Comissão
- União Europeia
Charles Michel,
Presidente do Conselho